# Hokah
Hokah – miasto w Stanach Zjednoczonych, w stanie Minnesota, w hrabstwie Houston.